# Маковски срез
Маковски срез (мађ. Makói kistérség) је котар у мађарској жупанији Чонград.
Седиште среза је град Мако. Данашњи простор среза се поклапа са претходном подручјем од пре 1950. године. Једина разлика је то што су остала насеља, осим Кисомбора, управно премештено из угашене Чанадске жупаније у Чонградску жупанију, мада су насеља и тада управно била под Макоом.

## Историја
Насеља овог среза су настала претежно током 18. и 19. века. Тадашњом политиком насељавања опустелих крајева Мађарске краљевине у ове крајеве су насељавани Мађари, Словаци, Румуни и Срби. Ово шаренило националности је оставило трага и у данашњем свакодневном животу маковских насеља.
Среско седиште, град Мако, који је четврти по броју становника у чонградској жупанији има 25.870 становника, док у срезу се по броју становника истиче Кисомбор са 4.356 становника. Насеље са најмањим бројем становника је Кевеђ, укупно 468 становника.

## Саобраћај
Маковски срез се налази у југоисточном делу чонградске жупаније, у близини мађарско-српско-румунске граничне тромеђе. Кроз срез пролази ауто-пут E68, такозвани IV хелсиншки коридор и нови ауто-пут M43. Постоје два путна гранична прелаза, један је код Нађлака а други код Кисомбора.
Железница повезује Сегедин са Будимпештом и Мезехеђешем.

## Насељена места
(градска насеља су означена задебљано)
| - Амброзфалва - Апатфалва - Чанадалберти - Фелдеак - Кевеђ - Кираљхеђеш - Кисомбор - Мађарски Чанад | - Мако - седиште среза - Марошлеле - Нађер - Нађлак - Офелдеак - Питварош - Чанадпалота |